# Khương Tương
Khương Tương (Hán tự: 姜瓖; ? – 1649) là vị tướng thời Minh mạt Thanh sơ, quê quán Du Lâm tỉnh Thiểm Tây.

## Tiểu sử
Theo Sóc Châu chí, nhà họ Khương đã trải qua nhiều đời làm quan quân nhà Minh, anh cả Khương Nhượng là Tổng binh Du Lâm, Thiểm Tây, em trai Khương Tuyên là Phó Tổng binh Dương Hòa, Sơn Tây. Khương Tương được triều đình bổ nhiệm làm Tổng binh Đại Đồng và ban cho "Trấn Sóc Tướng quân ấn". Tháng 3 năm Sùng Trinh thứ 17 (1644), Lý Tự Thành đánh chiếm Thái Nguyên, Khương Tương ra hàng chính quyền Đại Thuận. Tháng 4 cùng năm (tháng 5 năm 1644), tướng nhà Thanh là Cung Thuận hầu Ngô Thuận Hoa dẫn quân tấn công Đại Đồng, đến ngày 6 tháng 6, Khương Tương giết chết tướng trấn thủ Đại Đồng là Trương Thiên Lâm và quy thuận Anh Thân vương A Tế Cách của nhà Thanh. Sau này xuất phát từ vùng Tam Tấn, ông tháp tùng A Tế Cách tiến binh chinh phạt Tam Tần lập nhiều chiến công, được phong làm tướng quân thống lĩnh binh mã của trấn Tuyên Hóa, Đại Đồng.
Mùa đông năm Thuận Trị thứ năm (1648), Khương Tương hay tin Đa Đạc ngã bệnh chết, Đa Nhĩ Cổn bị nhiễm bệnh, ngày 3 tháng 12 (tháng 1 năm 1649), ông phát động binh mã nổi dậy ở Đại Đồng và theo về Nam Minh. Tổng đốc Tuyên Đại Cảnh Đôn không kịp ứng phó bèn chạy trốn đến Dương Hà, cả gia quyến đều bị Khương Tương xử tử. Ông còn đem quân vây hãm các phủ huyện xung quanh, Phú Khách Thiền bèn phái hai tướng Căn Đặc và Đỗ Mẫn tới cứu viện, mười một tòa thành lân cận dấy loạn, cắt bím tóc làm dấu hiệu, áp dụng lịch chính sóc năm Vĩnh Lịch. Đa Nhĩ Cổn biết tin liền phái A Tế Cách mang hồng di pháo đến Đại Đồng. Ngày 4 tháng 4 âm lịch , A Tế Cách mang quân đến dưới chân thành Đại Đồng và tiến hành chiến dịch bao vây, một mặt thuyết phục Khương Tương quy hàng, tuyên bố nếu có thể hối lỗi cải tà quy chánh thì vẫn "ân dưỡng như xưa". Đa Nhĩ Cổn thấy việc khuyên hàng vô hiệu bèn phái Đoan Trùng Thân vương Bác Lạc, Thừa Trạch Thân vương Thạc Tắc, Đa La Thân vương Mãn Đạt Hải, hợp sức cùng A Tế Cách tiếp tục chiến đấu.
Tháng 6 năm Thuận Trị thứ sáu (1649), quân Thanh chinh phục một số châu quận ở Sơn Tây, A Tế Cách bao vây Đại Đồng trong vài tháng, trong thành Đại Đồng đã hoàn toàn cạn kiệt lương thực, "quân dân chết đói vô số, binh lính còn lại không nhiều". Tướng trấn thủ Dương Chấn Uy và những người khác nhận thấy tình thế vô vọng bèn chặt đầu Khương Tương cùng anh em ông này vào tháng 10, sau đó dâng thành đầu hàng. Khi A Tế Cách vào được thành, do căm thù binh lính và người dân trong thành kháng cự nên ra lệnh tàn sát toàn thành, ngoại trừ Dương Chấn Uy và những người khác cùng gia đình của họ, còn lại "tất cả các quan chức, binh lính và dân chúng hưởng ứng cuộc nổi dậy này đều bị trừng trị", khiến nhiều người liên lụy phải chịu tội chung, rồi mới cho phá bỏ năm phần trên của bức tường thành này. Chiến sự ở Sơn Tây dần dần lắng xuống.